# Schloss Varzin
Schloss Varzin befindet sich in der polnischen Woiwodschaft Pommern.

## Geschichte
Das Gut war 1485 ein Lehen der von Zitzewitz. Nach dem Dreißigjährigen Krieg wurde ein Teil des Guts an die Massows verkauft.
Im 18. Jahrhundert gelangte es an die von Podewils, durch Einheirat an Constantin Freiherr von Blumenthal. Dieser musste das Gut 1867 wegen Überschuldung verkaufen.
Neuer Eigentümer wurde Otto von Bismarck, dessen Frau auf einem benachbarten Gut aufgewachsen war. Otto von Bismarck kümmerte sich besonders um den Wald, in dem er Ruhe und Erholung fand. Das Schloss blieb bis zur Besetzung Pommerns durch die Rote Armee 1945 im Besitz der von Bismarck. Die Frau von Otto von Bismarck, Johanna von Puttkamer, wurde in Varzin begraben. Die letzte Bewohnerin der Familie, Gräfin Sybille von Bismarck (geb. von Arnim), Witwe von Otto von Bismarcks Sohn Wilhelm, weigerte sich zu fliehen und beging im März 1945 im Alter von 81 Jahren beim Anmarsch der Roten Armee Suizid. Sie wurde im Familienmausoleum auf dem Anwesen begraben, das jedoch 1957 zerstört wurde.
Ab 1946 wurde das Schloss als Schulungszentrum genutzt, 1951 wurde die noch heute bestehende Forstschule gegründet.

## Bauwerk
Der zentrale Bau geht auf ein barockes Herrenhaus zurück. Die Podewils ließen zwei Seitenflügel anfügen. Otto von Bismarck ließ einen quadratischen mit Flachdach gedeckten Anbau nach Plänen von Ende und Böckelmann erbauen. Wilhelm von Bismarck ließ das Schloss mit einem neobarocken Flügel erweitern.
Im Inneren kann an heute das Arbeitszimmer von Otto von Bismarck mit originalem Mobiliar und großem schlesischen Kachelofen besichtigen. In der Wagenremise gegenüber dem Schloss ist heute ein Erziehungszentrum untergebracht. Im weitläufigen Landschaftspark bestand einst der Rosengarten von Johanna von Bismarck. Auf dem Grundstück befinden sich auch das Bismarck’sche Familienmausoleum sowie die Gräber von Bismarcks Hunden.